# Анатоли (дем Кожани)
Анатоли  или Кючук Текелер (на гръцки: Ανατολή, до 1955 година Κιουτσούκ Τεκελέρ или Μικρόν Τεκελέρ, Кючук Текелер, Микрон Текелер) е село в Гърция, в дем Кожани, област Западна Македония.

## География
Анатоли е разположено на 670 m надморска височина, на 15 km южно от Кожани.

## История

### В Османската империя
В края на XIX век Кючук Текелере турско село в Кожанска каза на Османската империя. Според статистиката на Васил Кънчов („Македония. Етнография и статистика“) през 1900 година в Текелеръ Кючукъ, Кожанска каза, има 162 турци.
На Етнографската карта на Битолския вилает на Картографския институт в София от 1901 година Микрос Тепе е чисто турско село в Кожанската каза на Серфидженския санджак с 34 къщи.
Според статистика на Серфидженския санджак на гръцкото консулство в Еласона от 1904 година в Кюцук Текелер (Κιουτσούκ Τεκελέρ), Кожанска каза, живеят 175 турци.

### В Гърция
През Балканската война в 1912 година в селото влизат гръцки части и след Междусъюзническата в 1913 година остава в Гърция. В 1913 година селото (Κιουτσούκ Τεκελέρ) има 160 жители. През 20-те години населението му се изселва в Турция и на негово място са настанени бежанци от Турция. В 1928 година селото е изцяло бежанско с 63 семейства и 215 жители бежанци.
През 1955 година името на селото е сменено на Анатоли.
Населението традиционно произвежда тютюн, жито и други земеделски продукти, като се занимава и със скотовъдство.
| Година    | 1913 | 1920 | 1928 | 1940 | 1951 | 1961 | 1971 | 1981 | 1991 | 2001 | 2011 | 2021 |
| --------- | ---- | ---- | ---- | ---- | ---- | ---- | ---- | ---- | ---- | ---- | ---- | ---- |
| Население | 160  | 186  | 142  | 167  | 187  | 169  | 30   | 69   | 33   | 46   | 37   | 26   |